# Сенгилеевская ГЭС
Сенгилеевская ГЭС — гидроэлектростанция на 55-м км Невинномысского канала, у пос. Приозёрный Шпаковского района Ставропольского края. Входит в состав Каскада Кубанских ГЭС (группа Сенгилеевских ГЭС), являясь его седьмой ступенью. Одна из старейших электростанций Ставропольского края. Собственником Сенгилеевской ГЭС является ПАО «РусГидро».

## Конструкция станции
Сенгилеевская ГЭС представляет собой средненапорную деривационную электростанцию с подводящей деривацией в виде канала. Особенностью станции является отсутствие холостого водосброса, функции которого выполняет отдельный водосброс из Невинномысского канала в Сенгилеевское водохранилище, а также использование гидротурбин двух разных типов. Станция работает в соответствии с режимом Невинномысского канала в базовой части графика нагрузок, водохранилищ или бассейнов регулирования не имеет. Установленная мощность электростанции — 15 МВт (в соответствии с действующей в России классификации относится к малым ГЭС), проектная среднегодовая выработка электроэнергии — 87 млн кВт·ч, фактическая среднемноголетняя выработка электроэнергии — 71,1 млн кВт·ч. Состав сооружений ГЭС:
- головное водозаборное сооружение, расположенное в концевой части Невинномысского канала. Представляет собой четырёхпролётный водоприёмник, оборудованный плоскими ремонтными затворами;
- подводящий деривационный канал длиной 3940 м и пропускной способностью 45 м³/с. Канал выполнен в полувыемке-полунасыпи, вдоль канала отсыпана ограждающая дамба длиной 3940 м и максимальной высотой 4,5 м;
- водоприёмник башенного типа с семипролётным шахтным водозабором. Пролёты оборудованы сороудерживающими решётками и цилиндрическими затворами. Также в массиве водоприёмника имеется два отверстия (поверхностное и донное) шугомусороледосброса, пропускной способностью 8 м³/с каждое;
- шугомусороледосброс, состоящий из бетонной трубы диаметром 1,5 м и длиной 162 м и открытого лотка длиной 1266 м, заканчивающегося консольным сбросом в р. Егорлык;
- железобетонный деривационный трубопровод, засыпанный грунтом, длиной 1024 м. На начальном участке трубопровод имеет круглое сечение диметром 4,44 м, далее — овальное сечение;
- металлический уравнительный резервуар (башня) высотой 33,7 м. В фундаменте резервуара находится разветвление деривационного трубопровода на напорные турбинные трубопроводы, за которым расположены дисковые затворы;
- трёхниточные металлические напорные турбинные трубопроводы, длина каждой нитки 125 м, диаметр 2,6 м;
- здание ГЭС;
- отводящий канал длиной 67 м.

В здании ГЭС установлены 3 вертикальных гидроагрегата, работающих при расчётном напоре 44,6 м: два (станционные № 1 и 3) с радиально-осевыми турбинами РО 45/3123-В-140 (диаметр рабочего колеса 1,4 м) и генераторами ВГС-260/70-16 мощностью по 4,5 МВт и один (станционный № 2) с пропеллерной турбиной ПР 45-В-160 (диаметр рабочего колеса 1,6 м) и генератором СВ-160/65-12УХЛ4 мощностью 6 МВт. Изготовитель гидротурбин — харьковское предприятие «Турбоатом», генераторов № 1 и 3 — предприятие «Уралэлектротяжмаш», генератора № 2 — ООО «Электротяжмаш-Привод» (г. Лысьва). С генераторов электроэнергия передаётся на два силовых трансформатора ТД-16000/110/6,3, а с них — на комплектное элегазовое распределительное устройство (КРУЭ) напряжением 110 кВ. Также имеется комплектное распределительное устройство наружной установки (КРУН) напряжением 10 кВ. В энергосистему электроэнергия и мощность станции выдаётся по восьми линиям электропередачи:
- ВЛ 10 кВ Сенгилеевская ГЭС — ПС Новомарьевка (Ф-133);
- ВЛ 10 кВ Сенгилеевская ГЭС — Егорлыкская ГЭС (Ф-131);
- ВЛ 10 кВ Сенгилеевская ГЭС — ПС ТП-1 (Ф-130);
- ВЛ 10 кВ Сенгилеевская ГЭС — п. Приозёрный (Ф-132);
- ВЛ 110 кВ Сенгилеевская ГЭС — ПС Забайкаловская (Л-11);
- ВЛ 110 кВ Сенгилеевская ГЭС — ПС III-й Подъём с отпайкой на ПС Прибрежная, две цепи (Л-132, Л-12);
- ВЛ 110 кВ Сенгилеевская ГЭС — Егорлыкская ГЭС (Л-13).

Сооружения и оборудование Сенгилеевской ГЭС
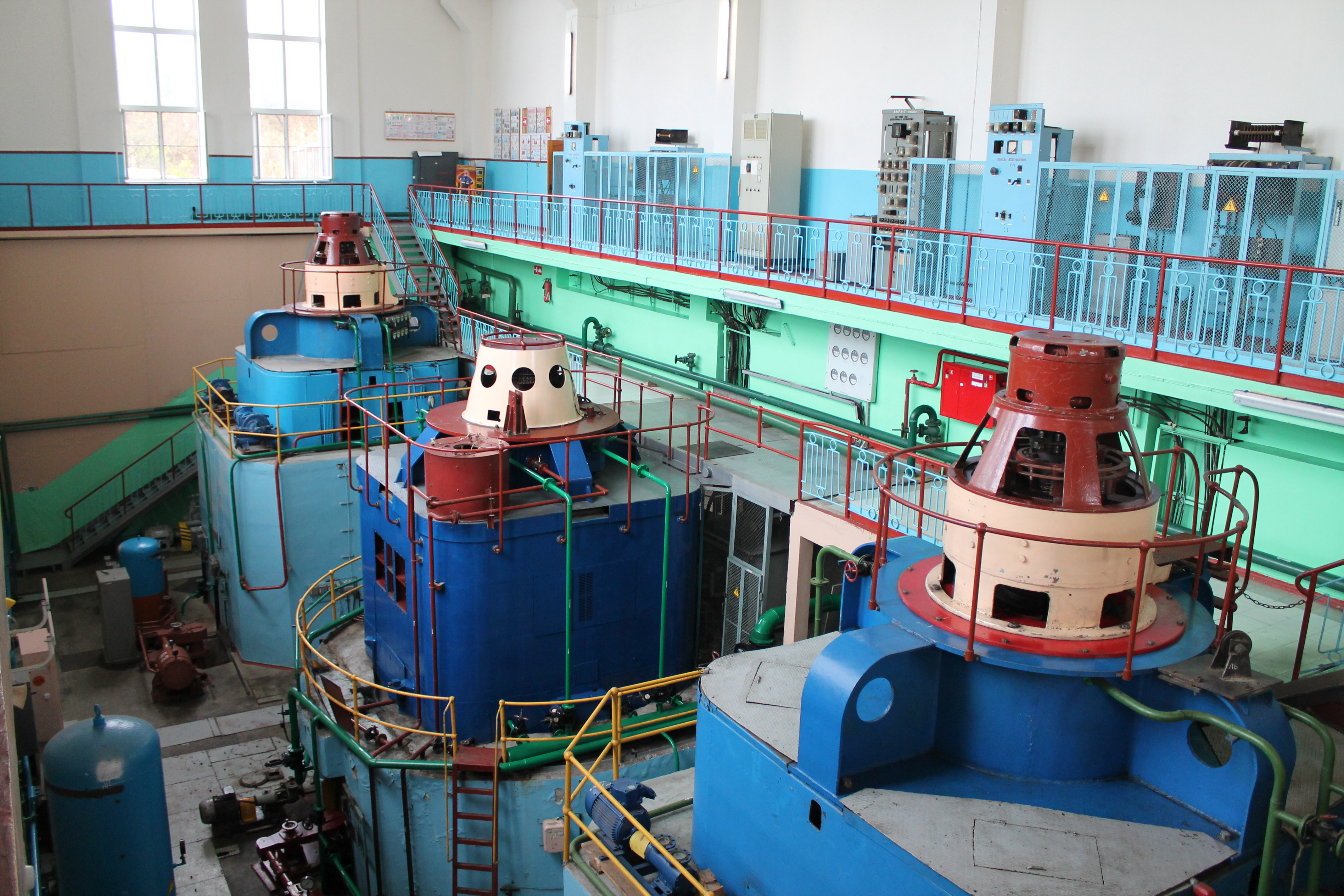
Машинный зал
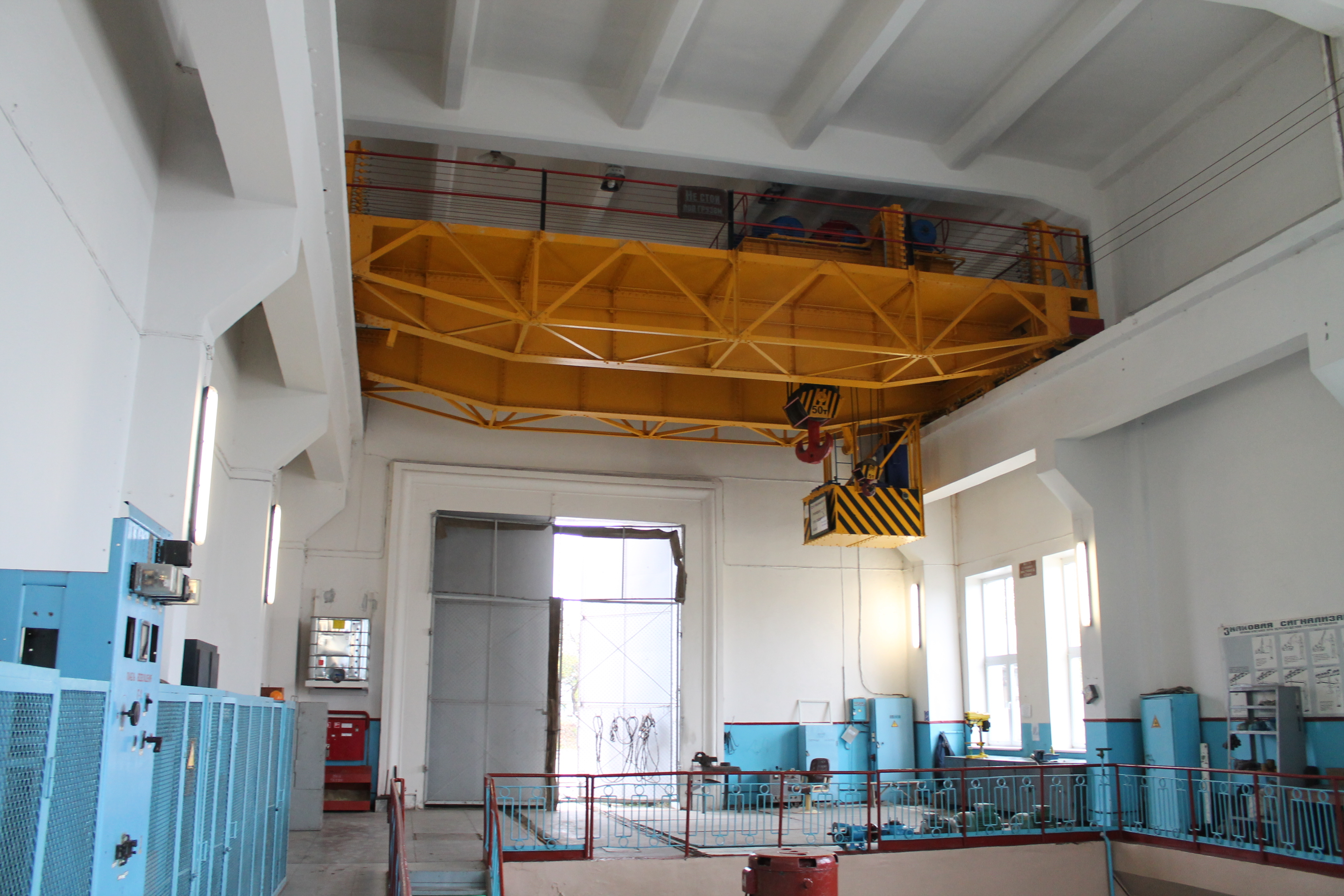
Кран машинного зала
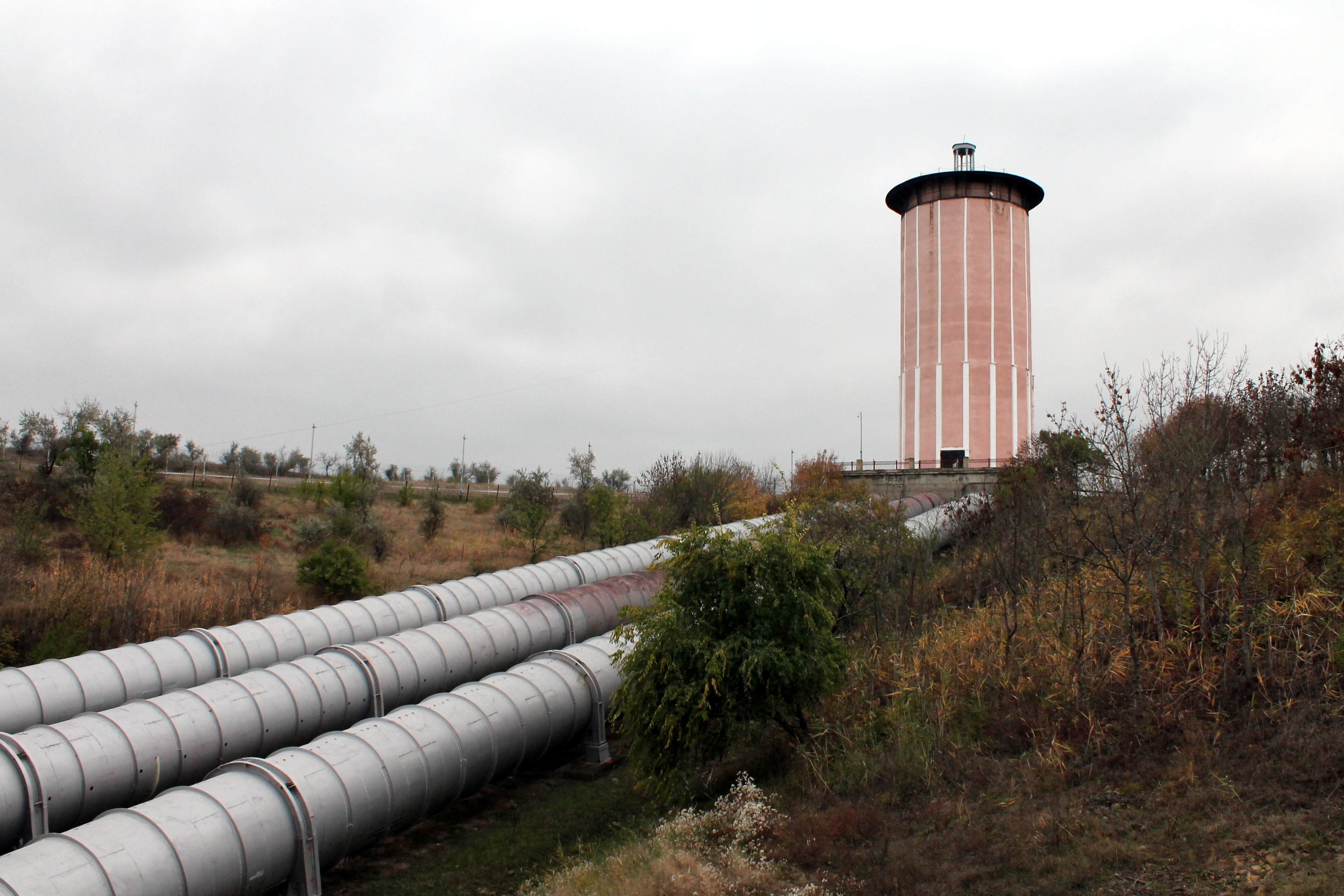
Уравнительная башня и турбинные водоводы
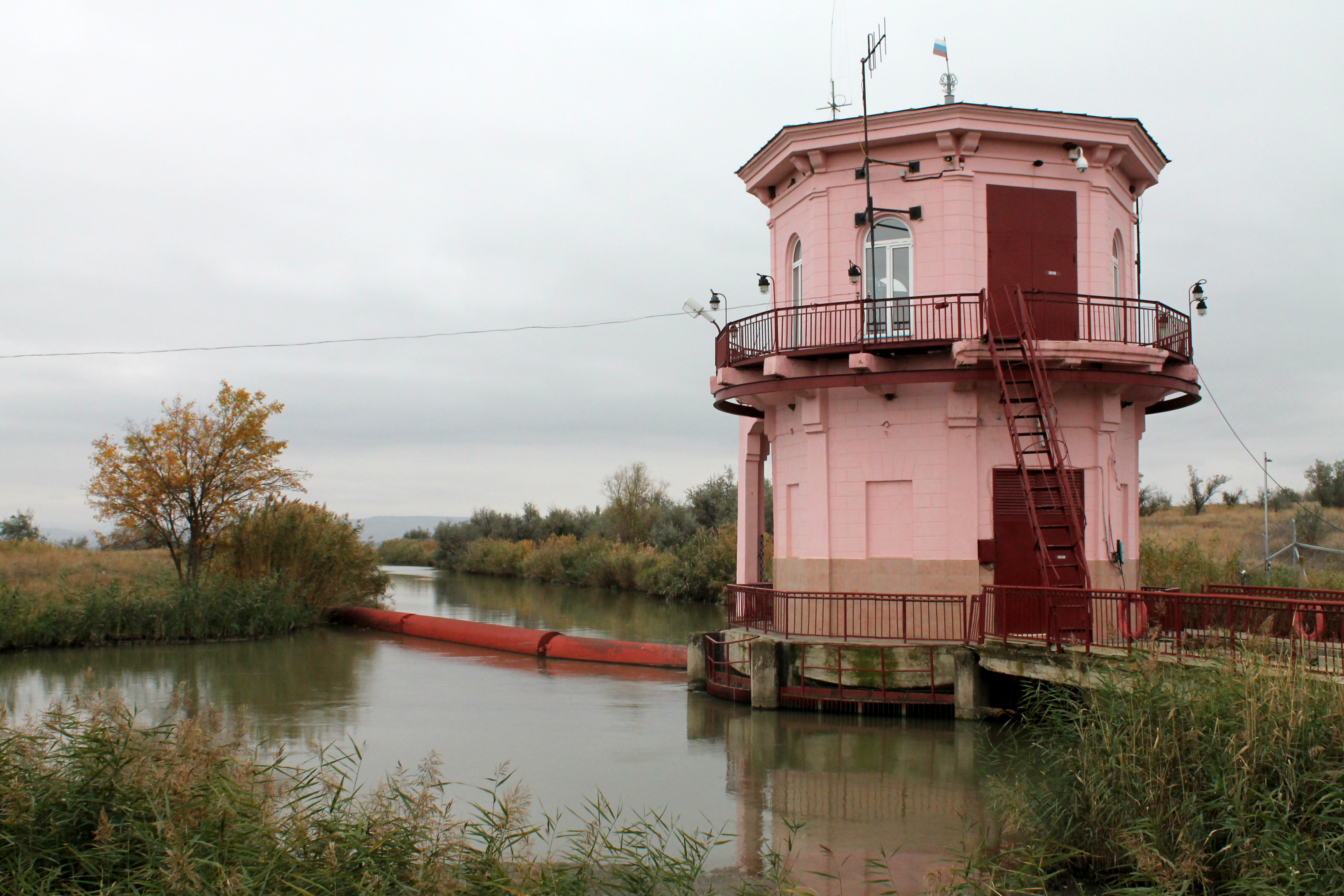
Водоприёмник
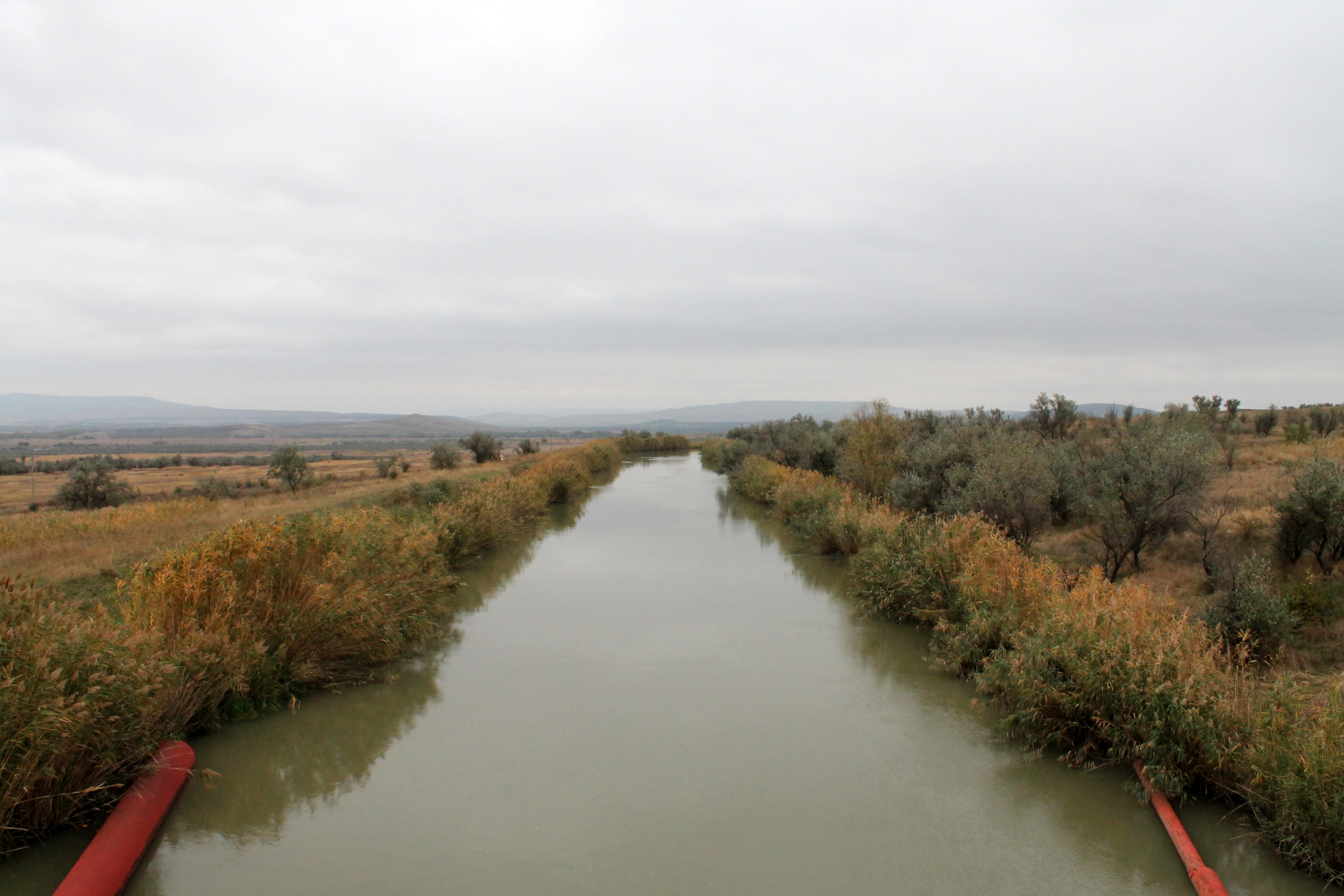
Деривационный канал

## История строительства и эксплуатации
В 1935—1940 годах в соответствии с Постановлением Совнаркома СССР была разработана Схема обводнения Ставрополья. Согласно ей, было намечено строительство двух обводнительно-оросительных систем: Кубань-Егорлыкской и Кубань-Калаусской (с 1968 года — Большой Ставропольский канал). Строительство Кубань-Егорлыкской системы (Невинномысского канала) было начато в 1936 году, в 1948 году канал был введён в эксплуатацию. В 1949 году, после пуска вышележащей Свистухинской ГЭС, организацией «Ставропольстрой» было начато строительство Сенгилеевской ГЭС. Первый агрегат станции был пущен 31 декабря 1953 года, на полную мощность Сенгилеевская ГЭС была выведена в 1954 году. В промышленную эксплуатацию станция была принята в 1958 году. В ходе строительства станции была произведена выемка 735,6 тыс. м³ и насыпь 428 тыс. м³ мягкого грунта, а также насыпь 5 тыс. м³ каменной наброски, дренажей и фильтров. Было уложено 32,6 тыс. тонн бетона и железобетона, смонтировано 1400 тонн металлоконструкций и механизмов.
В 1973 году Сенгилеевская ГЭС была передана во входящий в районное энергетическое управление «Ставропольэнерго» каскад Кубанских ГЭС. В 1988 году РЭУ «Ставропольэнерго» было преобразовано в Ставропольское производственное объединение энергетики и электрификации «Ставропольэнерго», на базе которого в 1993 году было создано ОАО «Ставропольэнерго». В 2005 году в ходе реформы РАО «ЕЭС России» Сенгилеевская ГЭС вместе с другими ГЭС каскада была выделена из состава ОАО «Ставропольэнерго» в ОАО «Ставропольская электрическая генерирующая компания», которое в свою очередь в 2006 году перешло под контроль ОАО «ГидроОГК» (позднее переименованного в ОАО «РусГидро». В 2008 году ОАО «Ставропольская электрическая генерирующая компания» было ликвидировано, и Сенгилеевская ГЭС вошла в состав филиала ОАО «РусГидро» — Каскад Кубанских ГЭС.
Сенгилеевская ГЭС отработала более 60 лет, в связи с чем неоднократно модернизировалась. Первоначально на станции были установлены гидротурбины Ф123-ВМ-140 производства предприятия «Уралгидромаш» (гидроагрегаты № 1 и 3) и гидроагрегат английского производства (станционный № 2). В 1995—1996 годах были заменены гидротурбины (при этом поворотно-лопастная гидротурбина гидроагрегата № 2 была заменена на пропеллерную), в 2006 году был заменён импортный гидрогенератор марки 1Е-260/60-14 фирмы English Electric Co гидроагрегата № 2 на российский. В 2009—2010 годах были заменены силовые трансформаторы.
Реализуется проект полной реконструкции Сенгилеевской ГЭС с заменой всего устаревшего оборудования. В конце 2022 года была завершена реконструкция распределительного устройства с заменой на комплектное распределительное устройство элегазовое (КРУЭ). В сентябре 2024 года был закончен демонтаж здания ГЭС и начато строительство нового здания, велись работы по замене напорных трубопроводов, уравнительного резервуара и дисковых затворов, водоприёмника, сбросного лотка мусорошуголедосброса, капитальному ремонту деривационного бетонного трубопровода. После завершения модернизации мощность станции должна возрасти до 17,85 МВт. Существовали планы по расширению станции со строительством отдельного здания ГЭС со своим водоподводящим трактом и монтажом гидроагрегата мощностью 10 МВт (Сенгилеевская малая ГЭС), но они не были реализованы — договор предоставления мощности, заключённый в отношении Сенгилеевской МГЭС, был перенесён на Верхнебалкарскую МГЭС.